# Simon Funke
Pour les articles homonymes, voir Funke.
Simon Funke est un mathématicien allemand.

## Formation et carrière
Il obtient son master de mathématiques à l'Université technique de Munich en 2009. Il étudie les conditions efficaces pour des discrétisations stabilisées des équations de Navier-Stokes. il obtient ensuite son doctorat à l'Imperial College de Londres.
Il est chercheur au Simula Research Laboratory (en) en Norvège, où il entre au Département de calcul informatique en 2013 et depuis 2018, il dirige le Department of Numerical Analysis and Scientific Computing de Simula.

## Prix et distinctions
En 2015 il est lauréat du prix Wilkinson pour les logiciels de calcul numérique, avec Patrick Farrell (université d'Oxford), Marie Rognes (Simula Research Laboratory (en)) et David Ham (Imperial College London), pour le développement de dolfin-adjoint, un package qui dérive automatiquement et résout des équations linéaires adjointes et tangentes avec des spécifications de haut niveau mathématique pour les discrétisations en éléments finis des équations aux dérivées partielles.